# ExoMars Trace Gas Orbiter
Der ExoMars Trace Gas Orbiter (kurz TGO, englisch für [ExoMars-]Spurengas-Orbiter) ist eine Mission der Europäischen Weltraumorganisation (ESA) im Rahmen des ExoMars-Projektes zur Erforschung der Marsatmosphäre, bis 2022 in Zusammenarbeit mit der russischen Raumfahrtagentur Roskosmos. Der Orbiter wurde am 14. März 2016 mit einer russischen Proton-Rakete gestartet und trat am 19. Oktober 2016 in eine Umlaufbahn um den Mars ein.
Primäres Ziel war, ein besseres Verständnis der Vorgänge in der Marsatmosphäre zu erhalten und Gase wie Methan sowie andere Spurengase auf biologische oder geologische Ursachen hin zu untersuchen.
Zusätzlich wurde der Lander Schiaparelli mitgeführt, mit dem Landetechniken auf dem Mars erprobt werden sollten. Beim Landeversuch ging der Funkkontakt mit Schiaparelli verloren und konnte nicht wiederhergestellt werden. Laut ESA erfolgte „keine sanfte Landung“.
ExoMars dient außerdem als Relaisstation für verschiedene Marsmissionen der NASA und fängt deren schwache Signale auf. 
Der Orbiter suchte mögliche Landestellen für den Rover Rosalind Franklin und sollte ihm dann als Relaisstation zur Erde dienen. Wegen des Überfalls Russlands auf die Ukraine 2022 wurde die Zusammenarbeit mit Roskosmos beendet und der Start der Rosalind-Franklin-Rovermission mit dem russischen Lander Kazachok und einem europäischen Transportmodul mit einer russischen Trägerrakete abgesagt. Seither plant die ESA einen eigenen Lander in Zusammenarbeit mit NASA. Ein entsprechendes Abkommen wurde am 16. Mai 2024 unterzeichnet. Zu den geplanten Beiträgen der NASA gehören Radionuklid-Heizelemente und Antriebssysteme für den Lander, die für die Marslandung benötigt werden, dazu das Instrument Mars Organic Molecule Analyzer. 

## Geschichte
Das ursprünglich rein europäische Projekt hat im Laufe der Jahre viele Veränderungen durchlaufen. Als das Finanzvolumen immer größer wurde, kam es zunächst zu einer Zusammenarbeit mit der NASA. Als sich diese 2012 wieder zurückzog, kam es zur Kooperation mit Roskosmos, die wegen des Russischen Überfalls auf die Ukraine im Jahr 2022 eingestellt wurde.

## Missionsziele
Wichtigste Aufgabe war die Untersuchung von Methan und dessen Zerfallsprodukten, auch im Hinblick auf mögliche biologische Ursachen. Die Primärmission mit den wissenschaftlichen Untersuchungen begann im April 2018 und dauerte fünf Jahre. Der Betrieb wurde seither mehrfach verlängert. 
Wichtigstes Ziel war die Gewinnung eines besseren Verständnisses von Methan und anderen Spurengasen in der Marsatmosphäre. Mit weniger als 1 % Bestandteil in der ohnehin schon dünnen Marsatmosphäre können sie dennoch wichtige Hinweise auf mögliche biologische oder geologische Aktivitäten geben. Methan wurde bereits früher nachgewiesen und es wurde auch gezeigt, dass die Konzentration sich über die Zeit und verschiedene Orte verändert. Da Methan in geologischen Zeiträumen gemessen sehr kurzlebig ist, wurde angenommen, dass es noch aktive Quellen für dieses Gas gibt. Ursachen können biologische, aber auch chemische Prozesse sein. Auf der Erde wird Methan von Lebewesen bei der Verdauung und im Faulschlamm erzeugt; chemische Prozesse, wie die Oxidation von kohlenstoffhaltigem Eisen oder die Wechselwirkung von Ultraviolettstrahlung mit Meteoritenmaterial sind andere mögliche Ursachen.
Die Instrumente des Orbiters detektieren verschiedene Spurengase  wie Methan, Wasserdampf, Stickstoffdioxid und Ethin und übertreffen dabei die vorherigen Untersuchungen in der Genauigkeit um drei Größenordnungen. Untersucht werden saisonale Änderungen der Zusammensetzung und die Temperatur der Atmosphäre, um die Modelle der Atmosphäre zu verfeinern. Darüber hinaus sollte Wasserstoff bis zu einem Meter unter der Oberfläche mit einer größeren Genauigkeit nachgewiesen werden. Dieses ermöglicht unter der Oberfläche verstecktes Wassereis oder mögliche Quellen für Spurengase zu finden, was für die Wahl zukünftiger Landestellen von Bedeutung sein kann.

## Aufbau des Orbiters

ExoMars TGO (links) mit Schiaparelli im Vergleich zu Mars Express; ExoMars TGO ist die bisher größte und schwerste Marssonde.

Der TGO wurde von der ESA entwickelt. Die wissenschaftlichen Instrumente wurden sowohl in Europa als auch in Russland entwickelt. Der Aufbau wurde von früheren ExoMars-Szenarien abgeleitet und war in der Masse im Wesentlichen von der Kapazität der Proton-Startrakete bestimmt.

### Gesamtsystem und Satellitenbus
- Sondenkörper 3,2 m × 2 m × 2 m
- Die Solarpanele erreichen 17,5 m Spannweite und haben 2000 W Leistung
- Startmasse: 4332 kg, davon als Nutzlast 112 kg wissenschaftliche Instrumente und 600 kg für den Lander Schiaparelli
- Antrieb: 424 N starkes Haupttriebwerk betrieben mit Methylhydrazin (MMH) als Treibstoff und Stickoxide (MON-1) als Oxidator, für den Eintritt in den Marsorbit und größere Kurskorrekturen[7]
- Zwei Lithium-Ionen-Akkus mit insgesamt 5100 Wh Kapazität
- Mehrere Kommunikationsanlagen: eine 2,2-m-Parabol-Hochgewinnantenne mit einem X-Band-Sender von 65 Watt Sendeleistung. Drei Rundstrahlantennen (Low Gain Antenna – LGA) für die Sicherung der Kommunikation zur Erde. Diese können aus jeder Lage senden und empfangen, erreichen aber nur kleine Datenraten. Zwei Electra-UHF-Transceiver von der NASA zur Kommunikation mit Landern und Rovern auf der Oberfläche.[8]

### Instrumente
Der Orbiter führt folgende Messgeräte mit:
- NOMAD (Nadir and Occultation for MArs Discovery), drei hochempfindliche Spektrometer, zwei für den Bereich der Infrarotstrahlung und einer für die Ultraviolettstrahlung, suchen nach Spurengasen und anderen Bestandteilen der Marsatmosphäre.
- ACS (Atmospheric Chemistry Suite), drei Infrarotinstrumente untersuchen die Chemie der Marsatmosphäre.
- CaSSIS (Colour and Stereo Surface Imaging System), eine hochauflösende Kamera mit einer Auflösung von fünf Metern je Pixel (aus etwa 400 km Höhe),[3] um farbige und Stereoaufnahmen der Marsoberfläche zu machen, vor allem von Gebieten, in denen mit Hilfe von NOMAD und ACS der Austritt von Spurengasen festgestellt wurde.

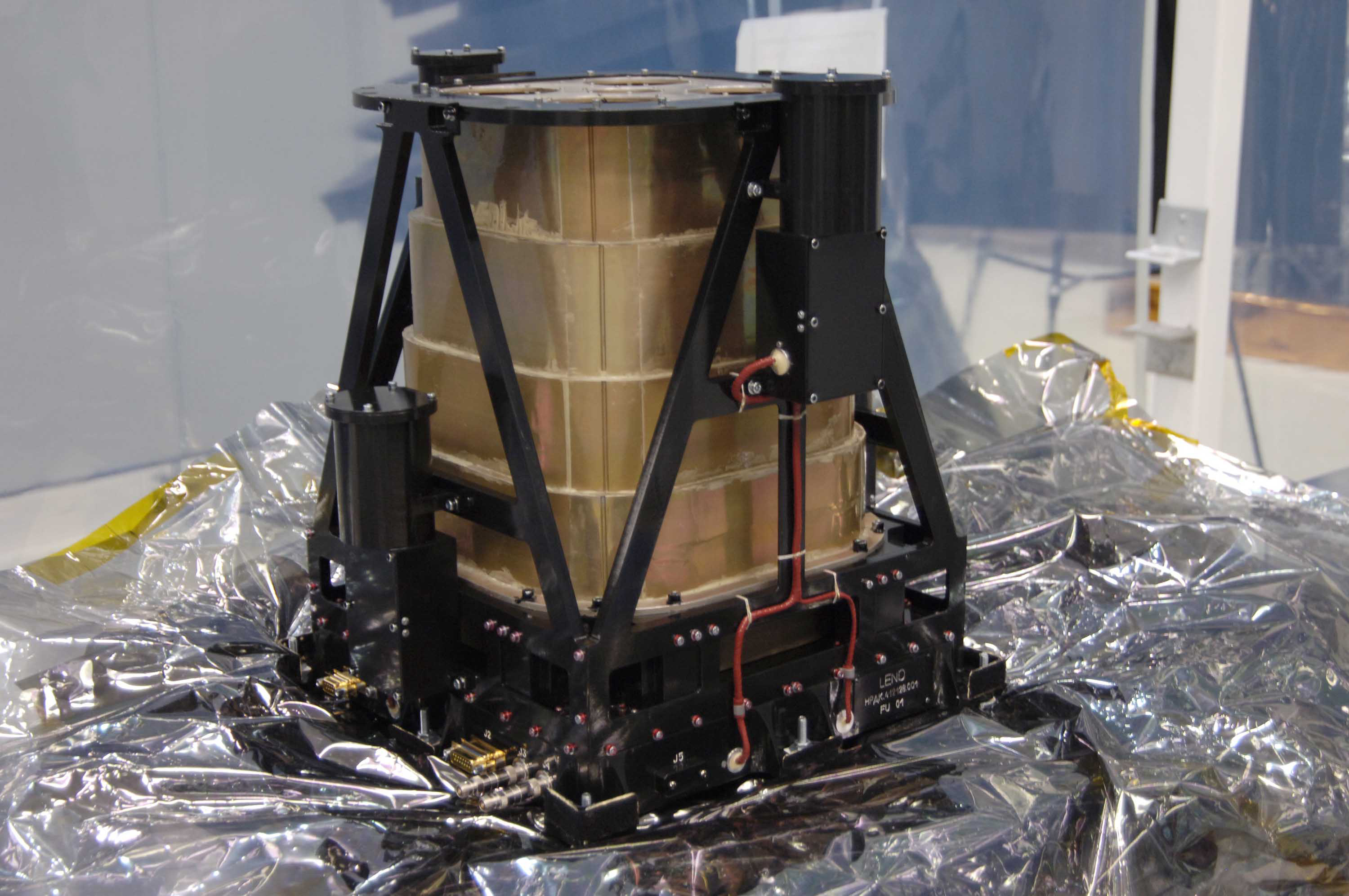
Das FREND-ähnliche LEND-Instrument des Lunar Reconnaissance Orbiters

- FREND (Fine Resolution Epithermal Neutron Detector), ein Neutronendetektor, der Ablagerungen von Wassereis bis in eine Tiefe von einem Meter unter der Oberfläche aufspürt und so eine genaue Wassereiskarte des Mars ermöglicht.[10]

## Ablauf der Mission

### Vorbereitungen und Start
Nach Tests und Integration der kompletten Hardware bei Thales Alenia Space in Cannes (Frankreich) wurde diese zusammen mit weiterem Bodenequipment am 17. Dezember 2015 per Konvoi nach Turin in Italien transportiert. Vom Flughafen Turin-Casselle wurde dann alles in drei Flügen (18., 20. und 22. Dezember 2015) mit einer Antonow An-124 zum Kosmodrom Baikonur geflogen und anschließend in einem Reinraum untergebracht, um eine Vorwärts-Kontamination des Mars zu vermeiden.
Für die Startvorbereitungen wurde ein provisorisches Zelt innerhalb einer Halle in Baikonur aufgebaut, um sicherzustellen, dass der TGO und Schiaparelli nicht von Mikroben von der Erde kontaminiert werden. Damit sollen die strengen Vorgaben zum planetaren Schutz erfüllt werden, da die Hallen alleine nicht den westlichen Standards zum Schutz des Mars entsprechen.
Im Verlauf der weiteren Vorbereitungen wurde Schiaparelli im Januar 2016 mit Helium als Druckgas sowie 45 kg Hydrazin befüllt. Die drei Treibstofftanks sollen neun kleine Triebwerke versorgen, die den Lander nach dem Abbremsen durch den Fallschirm am Weg zur Marsoberfläche weiter abbremsen sollten. Am 12. Februar 2016 wurde der Lander mit dem Orbiter durch 27 Schrauben verbunden. Diese Verbindungen bestehen aus gespannten Klammern, die ohne Explosivmittel Schiaparelli kurz vor dem Erreichen des Mars wieder von dem Orbiter trennten. Bis zum 23. Februar 2016 wurde dann auch der Orbiter mit 1,5 Tonnen Oxidator und einer Tonne Hydrazin vollständig betankt. Am 8. März 2016 wurde das komplette Raumschiff auf die Proton-Rakete aufgesetzt, diese einige Tage später (am 11. März 2016) zur Startrampe gebracht und dort für den Start senkrecht aufgerichtet.
Der TGO wurde zusammen mit Schiaparelli am 14. März 2016 um 09:31 UTC mit einer russischen Proton-Rakete planmäßig in Baikonur gestartet. Nach dem Start musste die Bris-M-Oberstufe insgesamt vier Brennmanöver ausführen, um zehn Stunden später das Raumschiff in Richtung Mars zu schicken. Um 20:13 UTC wurde die Bris-M-Oberstufe erfolgreich von der Sonde getrennt. Der erste Kontakt von der Sonde zum ESOC Kontrollzentrum in Darmstadt kam um 21:29 UTC zustande. Nach einem siebenmonatigen Flug trat die Sonde am 19. Oktober 2016 in den Marsorbit ein.

### Ankunft im  Marsorbit

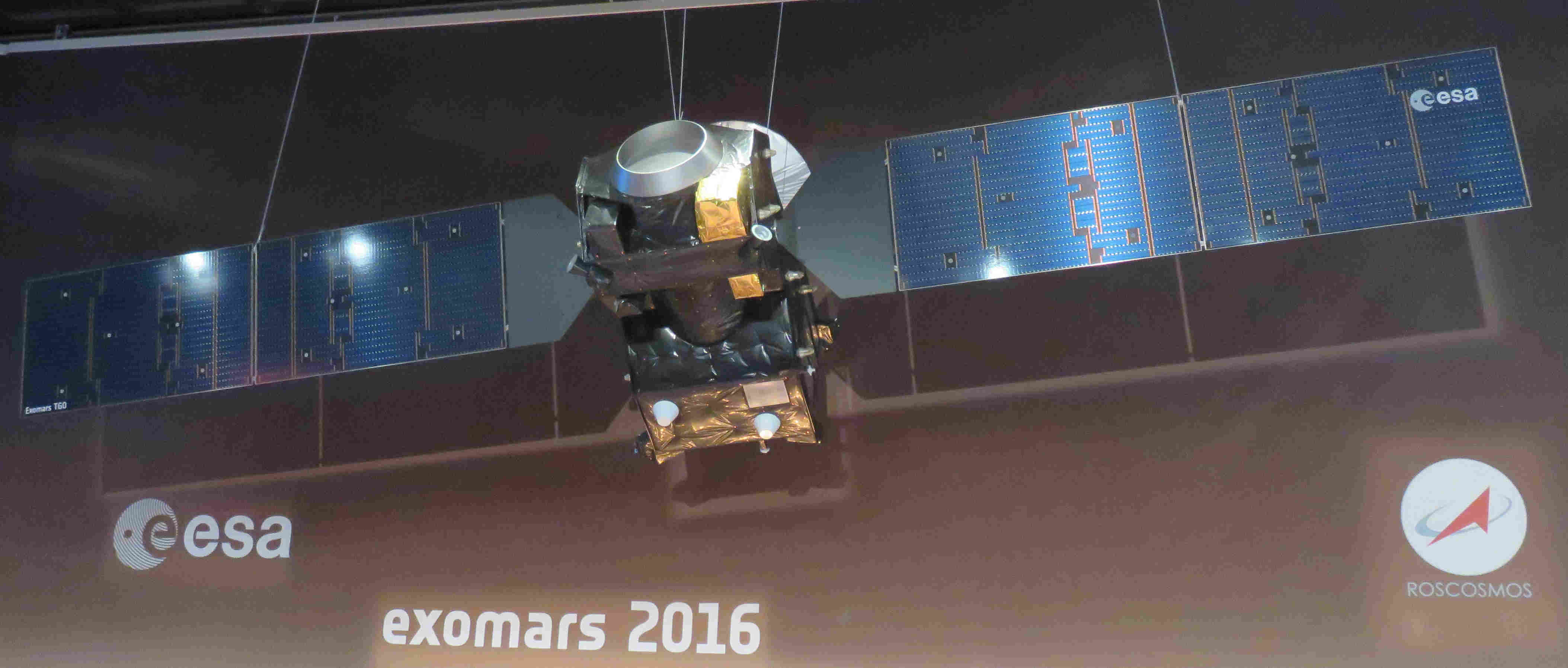
Modell des Orbiters in Originalgröße im Gebäude der ESOC in Darmstadt

Wegen der günstigen Position der Erde bezüglich des Mars erreichte die Sonde nur sieben Monate später, im Oktober 2016, den Mars. Drei Tage vor dem Ziel trennte sich Schiaparelli von dem Orbiter, um seinen Abstieg Richtung Marsoberfläche zu beginnen. Der Orbiter schwenkte am 19. Oktober 2016 zunächst in einen hohen elliptischen Orbit um den Mars ein, um danach durch Atmosphärenbremsung auf einen etwa 400 km hohen kreisförmigen Orbit zu kommen. Für optimale Bremswirkung und zur Stabilisierung der Ausrichtung des Satelliten wurden seine Solarmodule wie eine Art Flügel eingesetzt. Durch regelmäßige Korrekturmanöver wurde die Periapsis auf etwa 110 km Höhe gehalten, teilweise kam der Orbiter bis auf 103 km an die Marsoberfläche heran. Insgesamt konnten durch Aerobraking über 1000 m/s Geschwindigkeit abgebaut werden und die Apoapsis von ursprünglich 33.200 km auf 1.050 km reduziert werden. Am 20. Februar 2018 wurde die Atmosphärenbremsung abgeschlossen und TGO mit seinem Triebwerk zuerst in einen Orbit von 1050 × 200 km gebracht, der bis zum 9. April in eine Kreisbahn von 400 km Höhe korrigiert wurde. Anschließend begann die wissenschaftliche Mission, die von ESOC überwacht wird.

### Schiaparelli

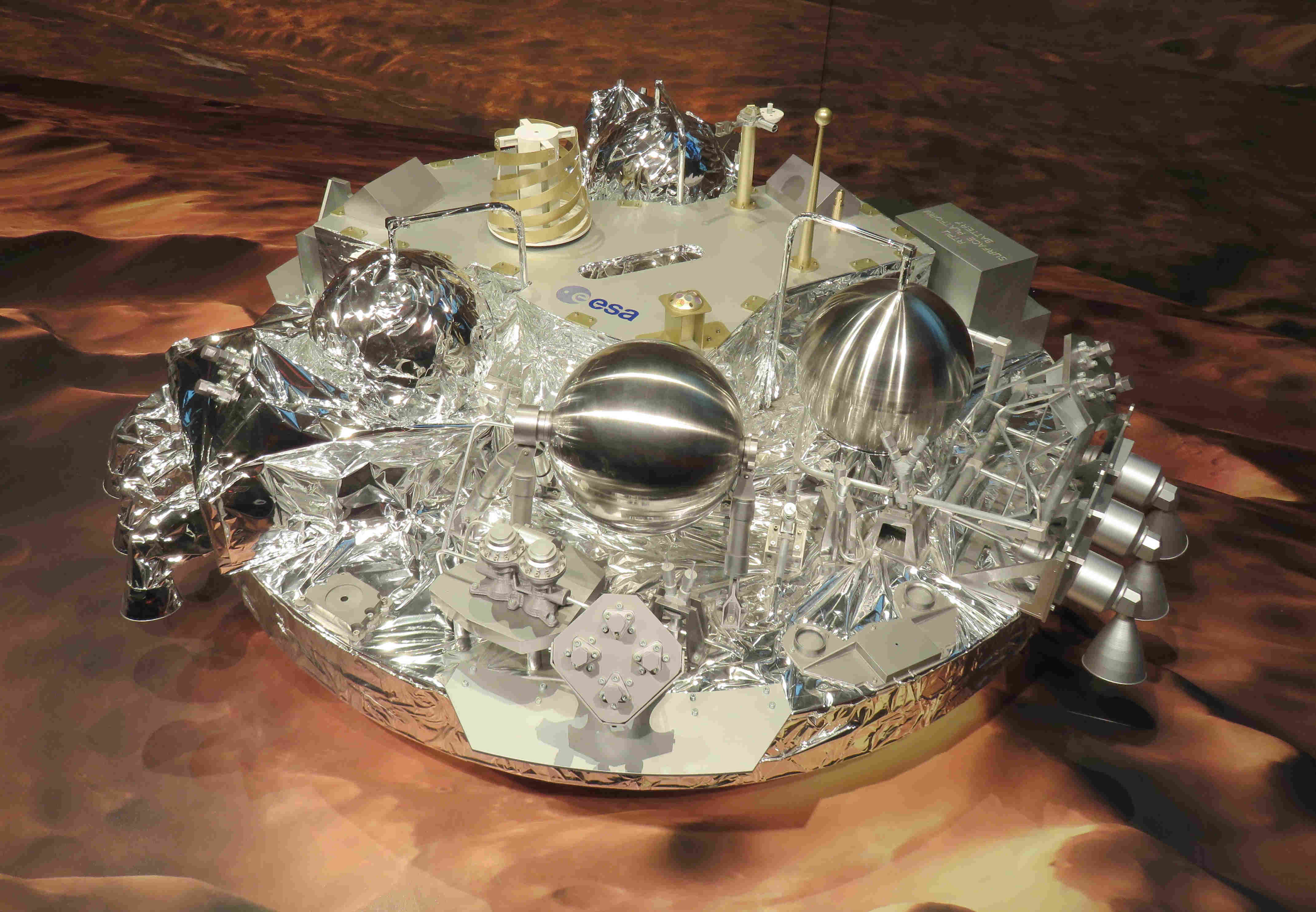
Modell des Landers in Originalgröße im Kontrollzentrum (ESOC) in Darmstadt, geplanter Zustand nach Abwurf des unteren und oberen Schutzschilds

Vorher-Nachher-Aufnahme der Marsoberfläche durch den Mars Reconnaissance Orbiter der NASA: Die am 20. Oktober 2016 nachgewiesenen Flecke sind der Absturzort von Lander (schwarz, oben) und Fallschirm (weiß, unten). Rechts am Rand eine vergrößerte Darstellung des gerahmten Bereichs.

Mit etwa 21.000 km/h sollte der Lander auf die Atmosphäre treffen, um dann zuerst mit einem Hitzeschild und anschließend per Fallschirm seine Geschwindigkeit zu reduzieren. Die Geschwindigkeit sollte danach mit Bremsraketen so lange weiter reduziert werden, dass der Lander zuletzt ca. zwei Meter über dem Marsboden schweben konnte. Aus dieser Höhe sollte er – abgefangen durch einen verformbaren Unterbau – zu Boden fallen. Nach der Landung sollte die Kommunikation zur Erde unter anderem durch einen NASA-Orbiter (2001 Mars Odyssey oder Mars Reconnaissance Orbiter) erfolgen.
Schon kurz nach dem erwarteten Zeitpunkt der Landung war von der ESA bekannt gegeben worden, dass der Funkkontakt des Landers zu dem im indischen Pune befindlichen Giant Metrewave Radio Telescope (GMRT) während der Landephase abgebrochen war. Zugleich war der Funkkontakt von Schiaparelli zur Raumsonde Mars Express abgebrochen. Die von beiden Quellen sowie vom Mutterschiff registrierten und zur Erde gesendeten Daten ergaben laut ESA, „dass die Phasen des Eintritts und des Abstiegs in die Atmosphäre wie erwartet verlaufen sind, die Ereignisse nach dem Abwurf des hinteren Hitzeschilds und des Fallschirms jedoch auf einen nicht planmäßigen Verlauf hindeuten. So scheint der Abwurf früher als geplant erfolgt zu sein.“ Zugleich teilte die ESA in einer ersten Analyse am 20. Oktober 2016 mit: „Was die Triebwerke anbetrifft, kann zwar mit Sicherheit gesagt werden, dass sie für eine kurze Zeit gezündet wurden, es aber danach aussieht, dass sie ihren Betrieb früher als erwartet eingestellt haben.“ Das Fehlverhalten habe zur Folge gehabt, dass „keine sanfte Landung erfolgte.“ Der Aufprallort des Landers und des abgeworfenen Fallschirms wurde am 20. Oktober 2016 anhand von Fotografien der Marsoberfläche durch MRO-Aufnahmen nachgewiesen; zugleich berichtete die ESA am 21. Oktober 2016: „Es wird geschätzt, dass Schiaparelli aus einer Höhe zwischen zwei und vier Kilometern gefallen ist und somit mit einer Geschwindigkeit von mehr als 300 km/h aufgeschlagen ist.“ Es sei möglich, „dass das Landegerät beim Aufprall explodiert ist, da die Treibstofftanks wahrscheinlich noch gefüllt waren.“

## Erkenntnisse
Erste Auswertungen der Messungen des TGO konnten trotz der hohen Empfindlichkeit des NOMAD-Spektrografen kein Methangas in der Marsatmosphäre bestätigen.
Ende des Jahres 2021 erklärte die ESA, dass das FREND-Instrument des ExoMars Trace Gas Orbiter große Wasservorkommen am Valles Marineris einen Meter unterhalb der Marsoberfläche detektiert hat.
Mit der Kamera CaSSIS des TGO wurde erstmals Frost auf den höchsten Vulkanen des Mars nachgewiesen.